# Ван Дрогенбрук, Марике
Марике ван Дрогенбрук (нидерл. Maria ("Marieke") van Drogenbroek; род. 16 декабря 1964) — нидерландская спортсменка, гребчиха. Призёр Летних Олимпийских игр 1984 года.

## Биография
Марике ван Дрогенбрук родилась 16 декабря 1964 года в нидерландском городе Утрехт. Тренировалась на базе клуба «Orca», Утрехт. Профессиональную карьеру гребца начала с 1982 года.
Первым соревнованием международного уровня, в котором ван Дрогенбрук приняла участие, был чемпионат мира по академической гребле среди юниоров 1982 года, проходивший в Италии на озере Пьедилукко. Во время финального заплыва четвёрок с рулевым в группе F её команда финишировала третьей с результатом 03:27.400 и выбыла из дальнейшей борьбы.
Самым успешным в карьере ван Дрогенбрук стало выступление на Летних Олимпийских играх 1984 года в Лос-Анджелесе. В составе голландкой восьмёрки во время финального заплыва её команда выиграла бронзовые медали. С результатом 03:02.920 голландские гребчихи заняли 3-е место, уступив первенство соперницам из Румынии (3:00.87 — 2-е место) и США (2:59.80 — 1-е место).
С 1992 по 2003 год ван Дрогенбрук работала физиотерапевтом в Sport Medisch Centrum в Амстердаме.